# Saro (visigodo)
Saro (en latín Sarus; ¿?-412) fue un general godo del Imperio romano de Occidente que participó en las guerras entre el emperador Flavio Honorio y los diversos usurpadores que se levantaron en occidente contra él.

## Biografía
Saro, de origen godo, era hermano de Sigerico, el breve rey de los visigodos, y se mantuvo fiel al Imperio durante la revuelta de los foederati en 399. Saro se convirtió en un oficial de Estilicón, poderoso magister militum en Occidente bajo el emperador Honorio. En el año 406 junto con Uldino, de origen huno, se enfrentó con Radagaiso, quien con un potente ejército godo había invadido Italia. Saro y Uldino salieron victoriosos cerca de Fiesole.
En el 407, por orden de Estilicón, Saro se puso al mando del ejército romano en Rávena y se dirigió hacia la Galia, en busca del usurpador Constantino. Actuando sin escrúpulos, pero de forma inteligente y eficaz derrotó (otoño del 407) a los generales del usurpador, Justiniano y Nebiogastes; a continuación, puso bajo sitio Valentia, donde se había refugiado Constantino, pero la llegada de refuerzos dirigidos por Edobico y el magister militum Geroncio, obligó a Saro a retirarse. Su única vía de escape eran los pasos alpinos, por lo que se vio obligado a comprar su paso, pagando un rico botín a los bagaudas que los controlaban. El ejército de Constantino, comprometido con la consolidación de su frontera en el Rin y ante la rebelión de los teodosianos en Hispania, decidió no perseguir a Saro.
Un nuevo ejército romano se encontraba en Italia en la preparación de una segunda campaña en contra de Constantino, cuando Estilicón fue asesinado por orden de Honorio el 22 de agosto de 408. Saro y sus hombres abandonaron al emperador, lo que dejó a este sin protección, aunque estaba fortificado en la inexpugnable Rávena. El ejército visigodo de Alarico I invadió Italia por segunda vez y desde Etruria se dirigió a Roma, que fue saqueada en el año 410.
En 411, coincidiendo con la muerte de Constantino, un nuevo usurpador se rebeló en la Galia, Jovino (apoyado por burgundios y alanos), que atrajo para su causa a Saro. Jovino reinó durante dos años. Su caída llegó cuando los visigodos de Ataúlfo (sucesor de Alarico, muerto en el 410) se trasladaron a la Galia con la intención de derrocar a Jovino e imponer un nuevo emperador adepto a la causa visigoda. Ataulfo hizo pensar a Saro que quería reunirse con él y lo atrajo a una trampa. A pesar de su valerosa resistencia cayó derrotado y muerto en el enfrentamiento. Jovino huyó pero, sitiado y capturado en Valentia, fue ejecutado.